# Mehdi Yalali
Mehdi Yalali es un deportista iraní que compite en taekwondo. Ganó dos medallas en el Campeonato Asiático de Taekwondo, plata en 2018 y bronce en 2021.

## Palmarés internacional
| Campeonato Asiático | Campeonato Asiático          | Campeonato Asiático | Campeonato Asiático |
| Año                 | Lugar                        | Medalla             | Categoría           |
| ------------------- | ---------------------------- | ------------------- | ------------------- |
| 2018                | Ciudad Ho Chi Minh (Vietnam) | Medalla de plata    | –74 kg              |
| 2021                | Beirut (Líbano)              | Medalla de bronce   | –74 kg              |